# Danuel House
Danuel Kennedy House Jr. (Houston, 7 de junho de 1993) é um jogador norte-americano de basquete profissional que atualmente joga no Philadelphia 76ers da National Basketball Association (NBA).
Ele jogou basquete universitário pelo Universidade de Houston e por Texas A&M.

## Carreira no ensino médio
House nasceu e cresceu em Houston. Ele frequentou a Hightower High School em Missouri City, Texas e teve médias de 13,9 pontos, 5,4 rebotes, 1,5 roubos de bola, 1,1 bloqueios e 1,3 assistências em seu terceiro ano. Em sua última temporada, ele teve médias de 26,0 pontos, 6,2 rebotes, 2,1 assistências, 1,3 bloqueios e 1,5 roubos de bola e foi um dos 10 finalistas do Prêmio Guy V. Lewis, prêmio concedido ao melhor jogador da área da Grande Houston.
House foi classificado como o 15º melhor jogador na classe de 2012 pela ESPNU 100 e como 26º melhor jogador pela Scout.com. House se comprometeu com a Universidade de Houston e rejeitou as ofertas de Ohio State, Baylor, Texas, Georgetown e Kansas.

## Carreira universitária

### Houston (2012–2014)
House começou sua carreira universitária na Universidade de Houston, onde teve média de 12,4 pontos como calouro. Ele foi nomeado o Calouro do Ano da C-USA, o primeiro na história da universidade a receber o prêmio. 
Em seu segundo ano, ele teve médias de 19,6 pontos e 9,4 rebotes, maiores médias do time, e levou a equipe para as semifinais da conferência. 
Após a temporada de 2013-14, House deixou o time depois que o técnico James Dickey renunciou e a universidade concedeu a liberação imediata de House com a estipulação de que ele não se transferisse para outra universidade do Texas - uma condição que a NCAA recusou mais tarde.

### Texas A&M (2014–2016)
House se transferiu para Texas A&M e recebeu uma isenção da NCAA para jogar imediatamente. Nessa temporada, ele teve média de 16,2 pontos e foi selecionado para a Primeira-Equipe da SEC. House sofreu uma lesão no pé perto do final da temporada e perdeu os últimos quatro jogos do time. 
Durante sua última temporada, House teve médias de 15,6 pontos, 4,8 rebotes e 2,1 assistências e marcou pelo menos 20 pontos em nove jogos. Nos três primeiros jogos da temporada, House marcou um total de 50 pontos em vitórias sobre USC Upstate, Southeastern Louisiana e Texas A&M-Corpus Christi. Na final do torneio da SEC, House marcou 32 pontos na derrota por 82-77 contra Kentucky.

## Carreira profissional

### Washington Wizards (2016–2017)
Depois de não ter sido selecionado no draft da NBA de 2016, House se juntou ao Washington Wizards para a Summer League de 2016. Em 23 de setembro de 2016, ele assinou um contrato de 2 anos e US$1.4 milhões com os Wizards.
Em 11 de novembro de 2016, House fez sua estreia na NBA e registrou um rebote em 50 segundos contra o Cleveland Cavaliers. Em 30 de novembro de 2016, ele foi diagnosticado com uma fratura no pulso direito e posteriormente foi descartado por pelo menos seis semanas. Em 1º de março de 2017, ele foi dispensado pelos Wizards.

### Rio Grande Valley Vipers (2017)
No início do campo de treinamento, ele ingressou no Houston Rockets. No entanto, ele seria um dos jogadores cortados do elenco final no final da pré-temporada em 15 de outubro. Mais tarde, ele seria designado para o Rio Grande Valley Vipers da G-League. House jogaria pelo time durante todo o mês de novembro e início de dezembro e teve médias de 17,7 pontos, 6,3 rebotes e 2,5 assistências.

### Phoenix Suns (2017–2018)
Em 8 de dezembro de 2017, o Phoenix Suns assinou um contrato de mão dupla com House. Durante o resto da temporada, House dividiria seu tempo de jogo entre os Suns e seu time da G-League, o Northern Arizona Suns. Um dia depois, House faria sua estreia com o time e registrou dois pontos e um rebote em 11 minutos em uma derrota contra o San Antonio Spurs. 
Em 23 de fevereiro, seu contrato bidirecional expirou, o que significa que ele não poderia jogar pelo Phoenix novamente até que a temporada da G-League fosse concluída. Assim que isso aconteceu, ele foi autorizado a retornar a Phoenix pelo resto da temporada. Em 1º de abril, House registrou 16 pontos, 6 rebotes e 3 assistências na derrota por 117–107 contra o Golden State Warriors. Dois dias depois, ele teve 14 pontos, 6 rebotes e 5 assistências na vitória por 97-94 contra o Sacramento Kings. Em 6 de abril, House faria sua primeira partida como titular na NBA contra o New Orleans Pelicans. Dois dias depois, House registrou 22 pontos e 8 rebotes na derrota por 117-100 para os Warriors.

### Rio Grande Valley Vipers (2018–2019)
Em 26 de junho de 2018, foi revelado que House jogaria pelo Houston Rockets na Summer League de 2018.
Em 21 de setembro de 2018, House assinou um contrato com o Golden State Warriors. Ele foi dispensado em 12 de outubro e voltou ao Rio Grande Valley Vipers. Em 18 jogos nesta temporada, ele teve médias de 20,7 pontos, 4,6 rebotes, 3,8 assistências e 1,3 roubos de bola.

### Houston Rockets (2018–2021)
Em 26 de novembro de 2018, o Houston Rockets anunciou que havia convocado House de seu afiliado da G-League, Rio Grande Valley Vipers. Em 4 de dezembro, os Rockets anunciaram que House foi dispensado. Dois dias depois, ele assinou um contrato de mão dupla com os Rockets. Em 25 jogos, House teve médias de 24,8 minutos, 9,0 pontos, 3,6 rebotes e 1,0 assistências.
Em 13 de março de 2019, Daryl Morey anunciou que havia convertido o contrato de House em um contrato padrão da NBA para o restante da temporada.
Em 15 de março, Chris Paul descansou contra o Phoenix Suns, permitindo que House se juntasse ao time titular. Em 35 minutos de jogo, House registrou 18 pontos, três rebotes e um roubo de bola.
Em 30 de junho, House concordou com uma extensão de 3 anos e US$ 11,1 milhões. Em 27 de novembro de 2019, House marcou 23 pontos em 34 minutos na vitória por 117–108 contra o Miami Heat.
Em 11 de setembro de 2020, foi anunciado que House havia sido expulso da bolha da NBA em Orlando por violar as diretrizes de segurança da liga. House teria recebido uma convidada não autorizada em seu quarto de hotel por um período de "várias horas".
Em 18 de dezembro de 2021, House foi dispensado pelos Rockets.

### New York Knicks (2021–2022)
Em 23 de dezembro de 2021, House assinou um contrato de 10 dias com o New York Knicks.

### Utah Jazz (2022)
Em 6 de janeiro de 2022, House assinou um contrato de 10 dias com o Utah Jazz. Em 18 de janeiro, ele assinou um segundo contrato de 10 dias com o Jazz. House assinou um terceiro contrato de 10 dias com o Jazz em 28 de janeiro. Em 11 de fevereiro, a equipe o contratou pelo resto da temporada.

### Philadelphia 76ers (2022–presente)
Em 6 de julho de 2022, House assinou um contrato de dois anos e US$ 8,5 milhões com o Philadelphia 76ers.

## Estatísticas da carreira

### NBA

#### Temporada regular
| Ano      | Equipe     | PJ  | PT | MPJ  | AP   | 3P   | LL   | RT  | AS  | BR  | TO | PPJ  |
| -------- | ---------- | --- | -- | ---- | ---- | ---- | ---- | --- | --- | --- | -- | ---- |
| 2016–17  | Washington | 1   | 0  | 1.0  | –    | –    | –    | 1.0 | .0  | .0  | .0 | .0   |
| 2017–18  | Phoenix    | 23  | 3  | 17.5 | .434 | .259 | .806 | 3.3 | 1.1 | .3  | .3 | 6.6  |
| 2018–19  | Houston    | 39  | 13 | 25.1 | .468 | .416 | .789 | 3.6 | 1.0 | .5  | .3 | 9.4  |
| 2019–20  | Houston    | 63  | 52 | 30.4 | .427 | .363 | .811 | 4.2 | 1.3 | 1.1 | .5 | 10.5 |
| 2020–21  | Houston    | 36  | 23 | 25.9 | .404 | .346 | .651 | 3.7 | 1.9 | .6  | .4 | 8.8  |
| 2021–22  | Houston    | 16  | 1  | 14.6 | .338 | .294 | .895 | 2.7 | 1.2 | .3  | .3 | 4.8  |
| 2021–22  | New York   | 1   | 0  | 3.0  | .000 | .000 | –    | .0  | .0  | .0  | .0 | .0   |
| 2021–22  | Utah       | 25  | 6  | 19.6 | .447 | .415 | .692 | 2.7 | 1.0 | .6  | .5 | 6.8  |
| Carreira | Carreira   | 204 | 98 | 17.1 | .359 | .299 | .774 | 2.6 | .9  | .4  | .2 | 5.8  |

#### Playoffs
| Ano      | Equipe   | PJ | PT | MPJ  | AP   | 3P   | LL   | RT  | AS  | BR | TO | PPJ  |
| -------- | -------- | -- | -- | ---- | ---- | ---- | ---- | --- | --- | -- | -- | ---- |
| 2019     | Houston  | 7  | 0  | 20.1 | .297 | .258 | .500 | 3.1 | .1  | .4 | .3 | 4.9  |
| 2020     | Houston  | 9  | 4  | 31.0 | .435 | .358 | .769 | 5.8 | 1.4 | .9 | .0 | 11.4 |
| 2022     | Utah     | 6  | 0  | 18.7 | .409 | .200 | .750 | 2.8 | .7  | .0 | .2 | 4.3  |
| Carreira | Carreira | 22 | 4  | 23.2 | .380 | .272 | .673 | 3.9 | .7  | .4 | .1 | 6.8  |

### Universitário
| Ano      | Equipe    | PJ  | PT  | MPJ  | AP   | 3P   | LL   | RT  | AS  | BR | TO | PPJ  |
| -------- | --------- | --- | --- | ---- | ---- | ---- | ---- | --- | --- | -- | -- | ---- |
| 2012–13  | Houston   | 33  | 27  | 28.6 | .436 | .316 | .718 | 4.9 | 1.8 | .9 | .2 | 12.4 |
| 2013–14  | Houston   | 24  | 18  | 28.5 | .428 | .333 | .699 | 5.3 | 1.9 | .8 | .8 | 13.6 |
| 2014–15  | Texas A&M | 26  | 23  | 32.5 | .417 | .400 | .643 | 3.8 | 2.1 | .7 | .6 | 14.8 |
| 2015–16  | Texas A&M | 36  | 34  | 30.9 | .396 | .309 | .715 | 4.8 | 2.1 | .5 | .3 | 15.6 |
| Carreira | Carreira  | 119 | 102 | 30.1 | .419 | .339 | .693 | 4.7 | 1.9 | .7 | .4 | 14.1 |